# サヴェッジ (アルバム)
『サヴェッジ』(Savage)は、1987年にリリースされたユーリズミックスの6枚目のスタジオ・アルバム。

## 解説
収録曲全曲のミュージック・ビデオを収録した同名のミュージック・ビデオ集も発売された。

## 収録曲
- 全作詞・作曲：デイヴ・スチュワート、アニー・レノックス

1. ベートーヴェン - Beethoven (I Love to Listen To)
2. ラヴァー・イン・ジャパン - I've Got a Lover (Back in Japan)
3. ウォント・トゥ・ブレイク・アップ? - Do You Want to Break Up?
4. チル・イン・マイ・ハート - You Have Placed a Chill in My Heart
5. シェイム - Shame
6. サヴェッジ - Savage
7. アイ・ニード・ア・マン - I Need a Man
8. プット・ザ・ブレイム・オン・ミー - Put the Blame on Me
9. ヘヴン - Heaven
10. ワイド・アイド・ガール - Wide Eyed Girl
11. アイ・ニード・ユー - I Need You
12. ブラン・ニュー・デイ - Brand New Day